# Saint-Just-en-Chevalet
Saint-Just-en-Chevalet è un comune francese di 1 250 abitanti situato nel dipartimento della Loira della regione dell'Alvernia-Rodano-Alpi.

## Società

### Evoluzione demografica
Abitanti censiti